# Mycetophyllia
Genre
Mycetophyllia est un genre de coraux durs de la famille des Mussidae.

## Liste d'espèces
Selon World Register of Marine Species (30 décembre 2015) et ITIS (30 décembre 2015), le genre Mycetophyllia comprend les espèces suivantes :
- Mycetophyllia aliciae Wells, 1973
- Mycetophyllia daniana Milne Edwards & Haime, 1849
- Mycetophyllia ferox Wells, 1973
- Mycetophyllia lamarckiana Milne Edwards & Haime, 1848
- Mycetophyllia reesi Wells, 1973